# Sam Register
Sam Register, né le 16 juin 1969, est un producteur américain, président de Warner Bros. Animation (WBA) depuis avril 2014 et de Hanna-Barbera Cartoons,.

## Biographie
Anciennement vice-président de la chaîne télévisée Cartoon Network, Register a fondé la majeure partie du site CartoonNetwork.com, qui a été fondé en 1998. Après avoir créé CartoonNetwork.com, Register eut l'idée de créer une émission intitulée Cartoon Orbit en 2000,.
Il est le créateur de la série Hi Hi Puffy AmiYumi et a produit les séries Teen Titans et Ben 10. Il a également été producteur exécutif de Transformers: Animated, basée sur la célèbre franchise Transformers et Ben 10: Alien Force. Il est aussi coproducteur de la version anime des Supers Nanas, intitulée Les Supers Nanas Zeta.
Il devient président de Warner Bros. Animation et de Hanna-Barbera Cartoons en 2014 et 2022.

## Filmographie
- 2017 : Justice League Dark (vidéo) de Jay Oliva
- 2019 : Batman vs. Teenage Mutant Ninja Turtles de Jake Castorena
- 2020 : Superman : L'Homme de demain (Superman: Man of Tomorrow) de Chris Palmer
- 2021 : Batman: The Long Halloween de Chris Palmer
- 2022 : Gremlins: Secrets of the Mogwai (série TV)
- 2023 : Merry Little Batman de Mike Roth
- 2024 : Creature Commandos (série TV d'animation)